# لوكاس شيفر
لوكاس شيفر (بالألمانية: Lucas Schäfer)‏ هو مجدف ألماني، ولد في 15 أغسطس 1994 في ماربورغ في ألمانيا.

## وصلات خارجية
- لوكاس شيفر على موقع الاتحاد الدولي للتجديف (الإنجليزية)
- لوكاس شيفر على موقع أوليمبيديا (الإنجليزية)
- لوكاس شيفر على موقع اللجنة الأولمبية الألمانية (الألمانية)